# Adolf-Friedrich-Kreuz

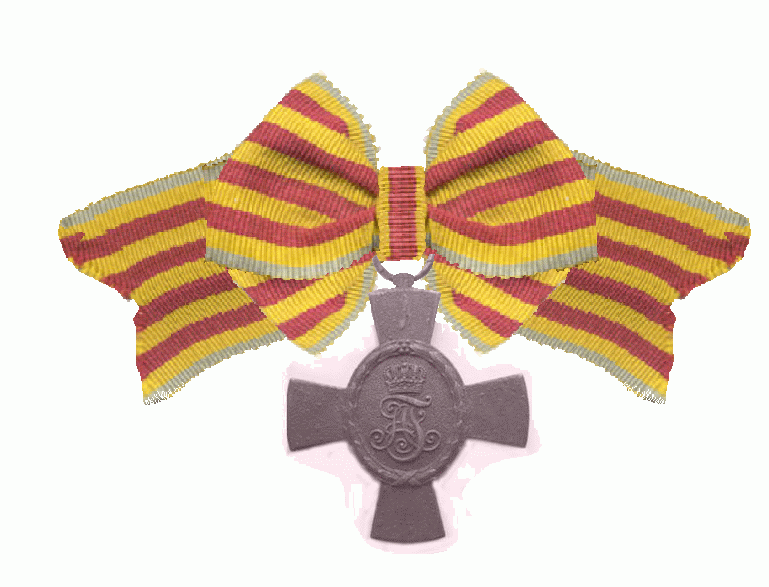
Adolf-Friedrich-Kreuz an der Damenschleife

Das Adolf-Friedrich-Kreuz wurde am 17. Juni 1917 durch Adolf Friedrich VI. Großherzog von Mecklenburg [-Strelitz] gestiftet und an Männer und Frauen verliehen, die bei Behörden, in der Land- und Forstwirtschaft, in kriegswirtschaftlichen Organisationen, in kriegswichtigen Berufen und Betrieben oder in der Volksversorgung direkt oder indirekt beschäftigt waren und sich dabei Verdienste erworben hatten.

## Ordensdekoration
Das Ordenszeichen ist ein aus geschwärztem Eisen gefertigtes Tatzenkreuz auf dem ein hochovales Medaillon aufliegt, dass von einem dichten Lorbeerkranz umschlossen ist. Darin ist die fünfzeilige Inschrift FÜR WERKE DER KRIEGSHILFE 1917 zu lesen. Auf der Rückseite die von einer Krone überragten und verschlungenen Initialen  A F  (Adolf Friedrich).

## Trageweise
Männer trugen die Auszeichnung an einem gelben Band mit vier roten Streifen und einem hellblauen Randstreifen auf der linken Brustseite, Frauen an einer Damenschleife mit demselben Band an der linken Schulter.